# Trachycarpidium brisbanicum
Trachycarpidium brisbanicum är en bladmossart som beskrevs av Stone 1975. Trachycarpidium brisbanicum ingår i släktet Trachycarpidium och familjen Pottiaceae. Inga underarter finns listade i Catalogue of Life.